# Grand Prix Masters
Pour les articles homonymes, voir GPM.

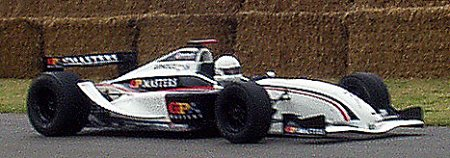
Une monoplace du Grand Prix Masters présentée festival de vitesse de Goodwood.

Le Grand Prix Masters (GPM) était une compétition automobile de monoplaces réservée aux anciens pilotes de Formule 1. Malgré des débuts assez médiatisés, ce championnat n'a donné lieu qu'à trois courses (la dernière en août 2006) avant d'être placé en liquidation judiciaire au mois de novembre 2007.

## Historique
Le GP Masters a vu le jour dans le courant de l'année 2005. Prenant modèle sur certains sports (comme le golf ou le tennis) qui jouent sur la fibre nostalgique du public en organisant des compétitions de vétérans, l'entrepreneur Scott Paulter décide d'organiser un championnat réunissant d'anciennes gloires de la Formule 1. Optant pour une formule monotype, les organisateurs confient la préparation des châssis au constructeur britannique Delta Motorsport, qui se charge de préparer d'anciens châssis Reynard Motorsport utilisés dans le championnat CART, sur lesquels sont greffés des moteurs dérivés des V8 Cosworth de plus de 600 ch également utilisés en CART.
Contrairement à une discipline classique, il n'existe pas d'écurie chargée de préparer les monoplaces et d'engager les pilotes : toutes les monoplaces sont préparées à l'identique par l'organisateur (qui bénéficie de la mise en commun des données accumulés par tous les pilotes) et les pilotes sont recrutés par l'organisateur. Officiellement, les pilotes sont répartis dans diverses écuries, mais il ne s'agit que d'un artifice pour mettre en exergue le nom des différents sponsors.
L'annonce de la mise en place de ce nouveau championnat obtient un écho très favorable dans les médias spécialisés. La crédibilité du GP Masters est en outre renforcée par la présence dans le projet du champion du monde 1992 Nigel Mansell en tant que futur pilote mais également en tant qu'actionnaire. La première épreuve est organisée fin 2005 sur le tracé de Kyalami en Afrique du Sud. Outre Nigel Mansell, de nombreux pilotes prestigieux ont répondu en l'appel, dont les champions du monde de F1 Emerson Fittipaldi et Alan Jones (lequel déclarera forfait après quelques tours, étant insuffisamment préparé physiquement) ou les vainqueurs de Grand Prix que sont Riccardo Patrese, Jacques Laffite, René Arnoux et Patrick Tambay. Le succès populaire est considérable et tant les spectateurs que les médias internationaux sont présents en nombre. Si la course (remportée par Mansell) n'est que moyennement spectaculaire (manque de rythme de la plupart des pilotes), les observateurs pointent surtout du doigt l'excellente ambiance entre les participants.
Fort du succès de l'épreuve inaugurale, les promoteurs mettent en place un mini-championnat de quatre courses pour la saison 2006 : au Qatar à Losail, à Monza, à Silverstone, et à Kyalami. La course de Monza ayant été annulée à la suite de pressions des écologistes locaux, celle de Kyalami ayant subi le même sort en raison de problèmes financiers, et aucune solution de remplacement n'ayant été trouvée, seules subsisteront les épreuves du Qatar et de Silverstone. À l'image de l'épreuve inaugurale de Kyalami, les deux courses remportent un certain succès au niveau local, mais l'attrait de la nouveauté ayant disparu, peinent à faire parler d'elles au milieu du calendrier international.
Les organisateurs tentent de relancer le championnat sur de nouvelles bases pour la saison 2007. Un nouveau package technique (moteur Mecachrome, pneus Michelin) et de nouveau pilotes (dont les populaires Johnny Herbert et Alessandro Nannini) sont annoncés, mais rien de concret n'émerge, la société organisatrice étant visiblement aux prises avec de graves soucis financiers. À la suite de la plainte pour factures impayées de Delta Motorsport, la société organisatrice est mise en liquidation judiciaire au mois de novembre 2007, mettant ainsi un terme définitif au championnat.

## Résultats

### 2005
- 13 novembre 2005, premier Grand Prix Masters à Kyalami, Afrique du Sud

| Pos. | Pilote             | Pays        | Écurie             | Écart            | Date de naissance |
| ---- | ------------------ | ----------- | ------------------ | ---------------- | ----------------- |
| 1    | Nigel Mansell      | Royaume-Uni | Team Altech        | 50 min 55 s 154  | 08-08-1953        |
| 2    | Emerson Fittipaldi | Brésil      | Team LG            | + 0 s 408        | 12-12-1946        |
| 3    | Riccardo Patrese   | Italie      | Team Goldpfeil     | + 20 s 662       | 17-04-1954        |
| 4    | Andrea De Cesaris  | Italie      | Team Unipart       | + 21 s 700       | 31-05-1959        |
| 5    | Derek Warwick      | Royaume-Uni | Team Lixxus        | + 21 s 853       | 27-08-1954        |
| 6    | Hans-Joachim Stuck | Allemagne   | Team Phantom       | + 23 s 201       | 01-01-1951        |
| 7    | Christian Danner   | Allemagne   | Team Unipart       | + 24 s 118       | 04-04-1958        |
| 8    | Eddie Cheever      | États-Unis  | Team Altech        | + 32 s 205       | 10-01-1958        |
| 9    | Jan Lammers        | Pays-Bas    | Team LG            | + 32 s 778       | 02-06-1956        |
| 10   | Eliseo Salazar     | Chili       | Team Altech        | + 43 s 419       | 14-11-1954        |
| 11   | Patrick Tambay     | France      | Team Lixxus        | + 1 min 11 s 584 | 25-06-1949        |
| 12   | René Arnoux        | France      | Team Golden Palace | + 1 min 12 s 736 | 04-06-1948        |
| 13   | Jacques Laffite    | France      | Team GMF           | 17 tours         | 21-11-1943        |
| 14   | Stefan Johansson   | Suède       | Team Phantom       | 28 tours         | 08-09-1956        |

### 2006
- 29 avril 2006, à Losail, Qatar

| Pos. | Pilote             | Pays        | Écurie             | Écart           | Date de naissance |
| ---- | ------------------ | ----------- | ------------------ | --------------- | ----------------- |
| 1    | Nigel Mansell      | Royaume-Uni | Team Altech        | 52 min 06 s 000 | 08-08-1953        |
| 2    | Christian Danner   | Allemagne   | Team LUK           | + 0 s 562       | 04-04-1958        |
| 3    | Eric van de Poele  | Belgique    | Team Golden People | + 1 s 174       | 30-09-1961        |
| 4    | Eddie Cheever      | États-Unis  | Team Altech        | + 3 s 016       | 10-01-1958        |
| 5    | Derek Warwick      | Royaume-Uni | Team Lixxus        | + 3 s 420       | 27-08-1954        |
| 6    | Pierluigi Martini  | Italie      | Team Global        | + 5 s 710       | 23-04-1961        |
| 7    | Jan Lammers        | Pays-Bas    | Team LG            | + 7 s 044       | 02-06-1956        |
| 8    | Stefan Johansson   | Suède       | Team Altech        | + 8 s 339       | 08-09-1956        |
| 9    | René Arnoux        | France      | Team Golden People | + 9 s 068       | 04-06-1948        |
| 10   | Riccardo Patrese   | Italie      | Team INA           | + 9 s 423       | 17-04-1954        |
| 11   | Patrick Tambay     | France      | Team Lixxus        | + 15 s 506      | 25-06-1949        |
| 12   | Emerson Fittipaldi | Brésil      | Team LG            | + 29 s 788      | 12-12-1946        |
| 13   | Andrea De Cesaris  | Italie      | Team INA           | 8 tours         | 31-05-1959        |
| 14   | Eliseo Salazar     | Chili       | Team Phantom       | 11 tours        | 14-11-1954        |
| 15   | Hans-Joachim Stuck | Allemagne   | Team Phantom       | 19 tours        | 01-01-1951        |

- 13 août 2006, à Silverstone, Angleterre

| Pos. | Pilote             | Pays        | Écurie             | Écart               | Date de naissance |
| ---- | ------------------ | ----------- | ------------------ | ------------------- | ----------------- |
| 1    | Eddie Cheever      | États-Unis  | Team GPM           | 1 h 01 min 06 s 625 | 10-01-1958        |
| 2    | Eric van de Poele  | Belgique    | Team Golden Palace | + 16 s 677          | 30-09-1961        |
| 3    | Christian Danner   | Allemagne   | Team LUK           | + 36 s 555          | 04-04-1958        |
| 4    | Hans-Joachim Stuck | Allemagne   | Team Phantom       | + 53 s 514          | 01-01-1951        |
| 5    | Alex Caffi         | Italie      | Team Altech        | + 1 min 03 s 623    | 18-03-1964        |
| 6    | Riccardo Patrese   | Italie      | Team INA           | + 1 min 06 s 867    | 17-04-1954        |
| 7    | Pierluigi Martini  | Italie      | Team Motorola      | + 1 min 46 s 355    | 23-04-1961        |
| 8    | Emerson Fittipaldi | Brésil      | Team Altech        | 1 tour              | 12-12-1946        |
| 9    | René Arnoux        | France      | Team Golden People | 2 tours             | 04-06-1948        |
| 10   | Andrea De Cesaris  | Italie      | Team INA           | 2 tours             | 31-05-1959        |
| 11   | Patrick Tambay     | France      | Team Lixxus        | 3 tours             | 25-06-1949        |
| 12   | Stefan Johansson   | Suède       | Team Virgin Radio  | 4 tours             | 08-09-1956        |
| 13   | Jan Lammers        | Pays-Bas    | Team LG            | 13 tours            | 02-06-1956        |
| 14   | Eliseo Salazar     | Chili       | Team Phantom       | 20 tours            | 14-11-1954        |
| 15   | Derek Warwick      | Royaume-Uni | Team Lixxus        | 26 tours            | 27-08-1954        |
| 16   | Nigel Mansell      | Royaume-Uni | Team Altech        | 26 tours            | 08-08-1953        |

Initialement prévue le 18 juin, l'épreuve de Monza, en Italie, a été annulée en raison de protestations de mouvements écologistes locaux. L'épreuve de Kyalami, prévue le 12 novembre, a également été annulée.